# Trachelus
Trachelus is een geslacht van  halmwespen (familie Cephidae).

## Soorten
- T. flavicornis (Lucas, 1846)
- T. libanensis (Ed. Andre, 1881)
- T. tabidus (Fabricius, 1775)
- T. tigris (Benson, 1935)
- T. troglodyta (Fabricius, 1787)